# گونی یوهانسن
گونی یوهانسن (انگلیسی: Guðni Th. Jóhannesson؛ زادهٔ ۲۶ ژوئن ۱۹۶۸) یک مورخ، استاد دانشگاه و سیاستمدار اهل ایسلند است. وی با پیروزی در انتخابات ریاست‌جمهوری ایسلند، از سال ۲۰۱۶ تا ۲۰۲۴ به‌عنوان رئیس‌جمهور ایسلند فعالیت می‌کرد. در ۱ ژانویه ۲۰۲۴، گونی در نخستین سخنرانی سال جدید خود به مردم ایسلند اعلام کرد که در انتخابات ریاست‌جمهوری ایسلند ۲۰۲۴ نامزد نخواهد شد.